# Eurycyde acanthopus
Eurycyde acanthopus là một loài nhện biển trong họ Ascorhynchidae. Loài này thuộc chi Eurycyde. Eurycyde acanthopus được miêu tả khoa học năm 1979 bởi Stock.